# Economie informală
Termenul de economie informală (sinonim cu termenii economie ascunsă și economie subterană), reprezintă o activitate economică legală, dar ascunsă în mod deliberat autorităților publice pentru a evita:
- plata impozitelor și taxelor (impozit pe profit, TVA, taxe vamale etc.);
- plata contribuțiilor sociale;
- respectarea anumitor standarde legale referitoare la salariul minim, numărul maxim de ore lucrate, norme de protecție a muncii sau sănătate etc.;
- îndeplinirea anumitor proceduri administrative, precum completarea chestionarelor statistice sau a altor formulare administrative.

## Economia subterană în România
În anul 2011, economia subterană era evaluată la 30% din PIB, adică aproape 40 miliarde euro, de către ziarul România liberă.
În anul 2013, economia subterană este evaluată la 38,2 miliarde de euro.